# 21 Guns (banda)
21 Guns es una banda de hard rock formada en los años 90s por el guitarrista de Thin Lizzy, Scott Gorham, el bajista Leif Johanson y el baterista Mike Sturgis quienes reunieron su música junto a los integrantes de banda de rock Phenomena, Tom Galley y Wilfried Rimensberger.
Al momento en que la banda comenzó a ser dirigida por el exvocalista de A440, Tommy La Verdi, 21 guns comenzó a tener poco éxito gracias a canciones como “Method to my madness” y “Flair for the dramatic” y por lo tanto el resto del grupo se vio obligado a conseguir un nuevo vocalista de inmediato.  A partir de la aparición de su segundo disco “Nothing Real” de 1997, 21 Guns comenzó a ser dirigida por el exvocalista de “Song of angels”, Hans-Olav Solli. 
Debido a la pésima falta de comunicación y serios problemas entre los miembros de la banda, 21 Guns se vio obligado a disolverse en el año 2000. A pesar de esto, Scott y Leif reunieron fuerzas de nuevo en el año 2008 con la finalidad de comenzar un nuevo disco y también una nueva gira mundial de 21 Guns.

## Álbumes
- Salute (1992)
- Nothing’s Real (1997)
- Demolition (2002)